# Звіринець (загальнозоологічний заказник)
Звіри́нець — загальнозоологічний заказник місцевого значення в Україні. Розташований у межах  Бережанської міської громади Тернопільського району Тернопільської області, між містом Бережани і селом Шибалин (лісове урочище «Звіринець»). 
Площа — 2302 га. Створений відповідно до рішення виконкому Тернопільської обласної ради від 30 червня 1986 року № 198. Перебуває у віданні державного лісомисливського господарського об'єднання «Тернопільліс» (в тому числі у Бережанського державного лісомисливського господарства, Козівське лісництво, кв. 46-53  — 457 га) та Шибалинської сільради (1845 га). Рішенням Тернопільської обласної ради від 22 липня 1998 року № 15, мисливського угіддя заказника надані у користування Бережанської районної організації УТМР як постійно діюча ділянка з охорони, збереження та відтворення мисливської фауни. 
Під охороною — лісовий масив (переважно дуб), де мешкає численна мисливська фауна: заєць сірий, лисиця звичайна, сарна європейська, куниця лісова, куріпка сіра, борсук лісовий (вид, занесений до Червоної книги України), свиня дика.

### Території природно-заповідного фонду у складі ЗК «Звіринець»
До складу території заказника «Звіринець» входять такі об'єкти ПЗФ України:
- Заказник місцевого значення «Шибалинський», ботанічний
- Заказник місцевого значення «Комарівський», ботанічний